# 로베르 종케
로베르 앙리 종케(프랑스어: Robert Henri Jonquet; 1925년 5월 3일, 일-드-프랑스 지방 파리 ~ 2008년 12월 17일, 샹파뉴-아르덴 지방 랭스)는 프랑스의 전 축구 수비수이다. 그는 현역 시절 대부분을 랭스에서 보내며 5번의 프랑스 리그를 우승했고, 2번의 유러피언컵 결승전에 출전했다. 그는 당대 정상급 수비수로 평가된다.
1951년에 런던에서 잉글랜드를 상대로 뛰어난 개인 활약을 펼쳐 "하이버리의 영웅"으로 불리기도 한 종케는 1950년대 프랑스 국가대표팀의 핵심 선수로, 1954년과 1958년 월드컵에 참가했다.

## 유년 시절
로베르 앙리 종케는 1925년 5월 3일, 파리 제14구에서 출생했다.

## 선수 경력

### 1946년부터 1956년까지
유년 시절, 종케는 남부 파리 교외 샤트네-말라브리의 축구단에서 축구를 시작해 이후 볼테르 스포츠 사회단(Société Sportive Voltaire)으로 구단을 옮겼다. 1946-47 시즌, 그는 디비시옹 1의 랭스에서 첫 경기를 치렀다. 그는 1947년 봄에 1군에 합류하였고, 이후 프랑스 국가대표팀에도 처음으로 차출되었다. 종케는 수비수 치고는 상대적으로 키가 작았지만,(1.76m) 최후방 수비수(libero)로서의 자질을 인정받은 그는 등번호 5번을 달고 전형적인 "파괴자" 성향의 중앙 수비수로서 활약을 펼치기보다 우아함과 재능을 선보였다.
1948-49 시즌, 그는 첫 프랑스 리그 우승을 맛보았고, 1950년에는 첫 쿠프 드 프랑스도 우승했고, 1953년에는 2번째 프랑스 리그와 코파 라티나를 동시에 석권했다. 이후, 그는 파란 군단(Les Bleus) 소속으로 스위스에서 열린 월드컵에 처음으로 참가했다. 1955년, 그는 랭스에서 1번 더 프랑스 리그를 우승했고, 트로페 데 샹피옹을 우승했고, 코파 라티나에서 준우승을 거두었으며, 그 이듬해인 1956년에는 랭스 소속으로 새로이 출범한 유러피언컵 결승전에 출전했지만, 레알 마드리드에 3-4로 패했다. 당시 전성기를 보내며 2개의 이정표를 국가대표팀 무대에서 세웠다. 1951년 10월, 프랑스 국가대표팀 일원으로, 그는 런던에서 잉글랜드를 상대했다.(당시 앨프 램지와 빌리 라이트가 버티고 있었다) 종케는 훌륭한 활약을 펼쳤고, 프랑스는 이 경기를 2-2로 비겼으며, 경기 이튿날 기사 제목에 종케를 "하이버리의 영웅"으로 수식했다. 이 "영웅"은 유럽 각국 대표 선수로도 차출되어 1955년 친선경기에서 잉글랜드를 꺾었다.

### 유럽 정상급 구단의 주축 선수로
로베르 종케와 동행한 랭스의 선수는 1950년대 프랑스 축구의 유명 인사들로 통한다: 수문장 (도미니크 콜론나)와 공격 자원(레몽 코파, 미셸 이달고, 레옹 글로바츠키, 장 뱅상, 쥐스트 퐁텐, 로제 피앙토니, 르네 블리아르) 사이를 완충하는 수비 자원으로 로제 마르슈, 아르망 팡베른, 알베르 바토, 미셸 르블롱, 장 웬들링이 있었고, 종케는 10년 넘게 활동하며 이들 중 유일하게 유러피언컵 결승전에 2번 모두 출전한 랭스 선수로, 2번의 코파 라티나 결승전에도 출전했다. 알베르 바토는 그와 동행하며 종케를 3차례 현역 시절에 도왔다: 동료로서(–1950), 소속 구단 감독으로서(1950–1959), 그리고 프랑스 국가대표팀 감독으로서(1955–).

### 1957년부터 1961년까지
1957-58 시즌, 랭스는 추가 우승을 거두었지만, 종케 개인으로서는 활약상이 적었던 해였다. 랭스는 이 시즌에 프랑스 리그, 슈퍼컵을 포함해 3관왕을 이룩했다. 또한, 그는 스웨덴에서 열린 1958년 월드컵에 프랑스를 대표로 참가해 2번째로 도전한 대회에서 3위의 성적을 냈다. 그러나, 준결승전에서의 불운(아래 문단 참조)으로 3위 결정전(서독전 6-3 승리)에 결장해야 했다.
레알 마드리드와의 2번째 유러피언컵 결승전(1959년, 0-2 패배) 후 레몽 코파가 머랭 군단(Los Merengues)에서 랭스로 복귀했고, 종케는 1960년에 개인 통산 5번째 프랑스 리그와 3번째 슈퍼컵을 우승했다. 35세가 된 그는 프랑스 국가대표팀에서 은퇴하고, 2부 리그의 스트라스부르로 이적했고, 1년차인 1961년에 디비시옹 1에 승격시키며 선수로서 마지막 성과를 거두었다.

### 국가대표팀 경력
1948년 4월부터 1960년 7월까지, 로베르 종케는 프랑스 국가대표팀 경기에 58번 출전해 주장도 역임했다. 그는 1954년 월드컵(1경기 출전)과 1958년 월드컵(5경기 출전, 주장 역임)에 참가했다. 그는 스웨덴에서 열린 후자의 대회에서 준결승전에 브라질을 상대하다가 35분에 바바와 충돌한 후, 부상으로 움직일 수가 없었다. 후반 시작과 함께, 당시 선수 교체가 불가능했기에, 국가대표팀 의료진은 종케에게 진통제를 투입해 다시 현장에 두 발로 걸어들어갈 수 있었다. 그는 후반전에 45분 넘게 무력화되어 좌측면에 허덕였다. 결국, 그는 종아리뼈가 골절된 것으로 확인되었다. 그러나, 그는 5달 만에 다시 국가대표팀으로 복귀했다.
그는 체코슬로바키아와의 1960년 유럽 네이션스컵 경기를 끝으로 국가대표팀에서 은퇴했다.

## 은퇴 후

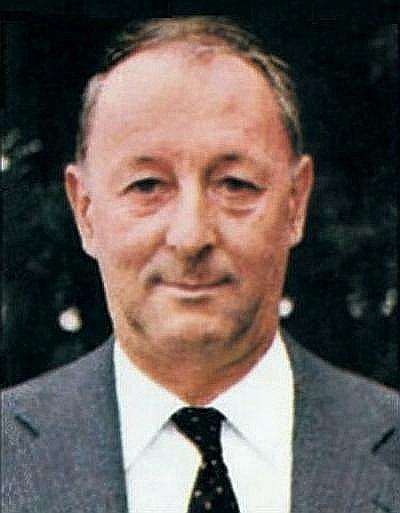
2008년의 종케

스트라스부르에서 그는 현역 은퇴하고 감독으로 전향했고, 랭스 외에도 로미이-쉬르-센, 에페르네, 그리고 샬롱-쉬르-마른과 같은 중소 구단들을 지도했다. 그는 축구계에 가치가 급증하는데 실망했고, 랭스 시절을 그리워했다. 2008년 12월 17일, 그는 마른 주 랭스에서 영면에 들었다. 그의 친정 구단 랭스는 그를 기리기 위해 오귀스트 들론 구장의 스탠드 명칭을 종케의 이름을 따서 개칭했다.

## 수상
랭스
- 디비시옹 1
  - 우승: 1948–49, 1952–53, 1954–55, 1957–58, 1959–60
  - 준우승: 1946–47, 1953–54
- 쿠프 드 프랑스: 1949–50, 1957–58
- 트로페 데 샹피옹: 1955, 1958, 1960
- 코파 라티나
  - 우승: 1953
  - 준우승: 1955
- 유러피언컵 준우승: 1955–56, 1958–59